# Prodecatoma sabiae
Prodecatoma sabiae is een vliesvleugelig insect uit de familie Eurytomidae. De wetenschappelijke naam is voor het eerst geldig gepubliceerd in 1969 door Mani.